# 百战天虫 末日浩劫
《百战天虫 末日浩劫》是由Team17於1999年开发和发行的回合制战略游戏。它可在Microsoft Windows、PlayStation、Dreamcast、任天堂64和Game Boy Color上運行。《百战天虫 末日浩劫》是百戰天蟲系列的第三部作品。在游戏中，玩家控制一个最多由八只蚯蚓组成的团队，他们的任务是使用各种武器击败对手。游戏发生在一个可破坏和可定制的具有卡通图形和独特幽默风格的二维板上。